# Storfursten
Storfursten (Le Grand Duc) är ett Lucky Luke-album från 1973. Det är det 40:e albumet i ordningen, och har nummer 19 i den svenska utgivningen.

## Handling
Den ryske storfursten Leonid, en stor beundrare av western-skildraren James Fenimore Cooper, har anlänt till Förenta staterna för att uppleva vilda västern på plats. Lucky Luke får i uppdrag att guida Leonid och dennes tolk, överste Fedor Misjajlovitj Boulenkov, med tåg från Washington, D.C. till Abilene, Kansas, och vidare ut i Kansas nybyggarområden, där tågrånare, hasardspelare, cowboys, saloonflickor, indianer, guldgrävare och allehanda desperadoer väntar. Dessutom är en rysk lönnmördare dem i hälarna.
Historien är inspirerad av den Amerikaresa storfurste Aleksej Aleksandrovitj av Ryssland (son till Alexander II) genomförde 1870–1871.

## Svensk utgivning
- Morris; Goscinny, René, (översättare: Kåre Persson) (1975). Storfursten. Lucky Lukes äventyr: 19. Stockholm: Albert Bonniers förlag. Libris 7144654. ISBN 91-0-040131-5
- Andra upplagan, 1983, Bonniers Juniorförlag. ISBN 91-48-40131-5
- I Lucky Luke – Den kompletta samlingen ingår albumet i "Lucky Luke 1971-1973". Libris 10080734. ISBN 91-7134-236-2